# Ландек
Ландек (нім. Landeck) — місто округу Ландек у землі Тіроль, Австрія.
Ландек лежить на висоті  816 м над рівнем моря і займає площу 15,87 км². Громада налічує 7742 мешканців. 
Густота населення 488 осіб/км².  
|                                 |
| Ландек на мапі округу та землі. |

 Адреса управління громади: Innstraße 23, 6500 Landeck (Tirol). 

## Демографія
Історична динаміка населення міста за даними сайту Statistik Austria

## Відомі люди

### Перебували
- о. Мельничук Петро Михайлович

### Померли
- Брик Іван Станіславович

## Галерея

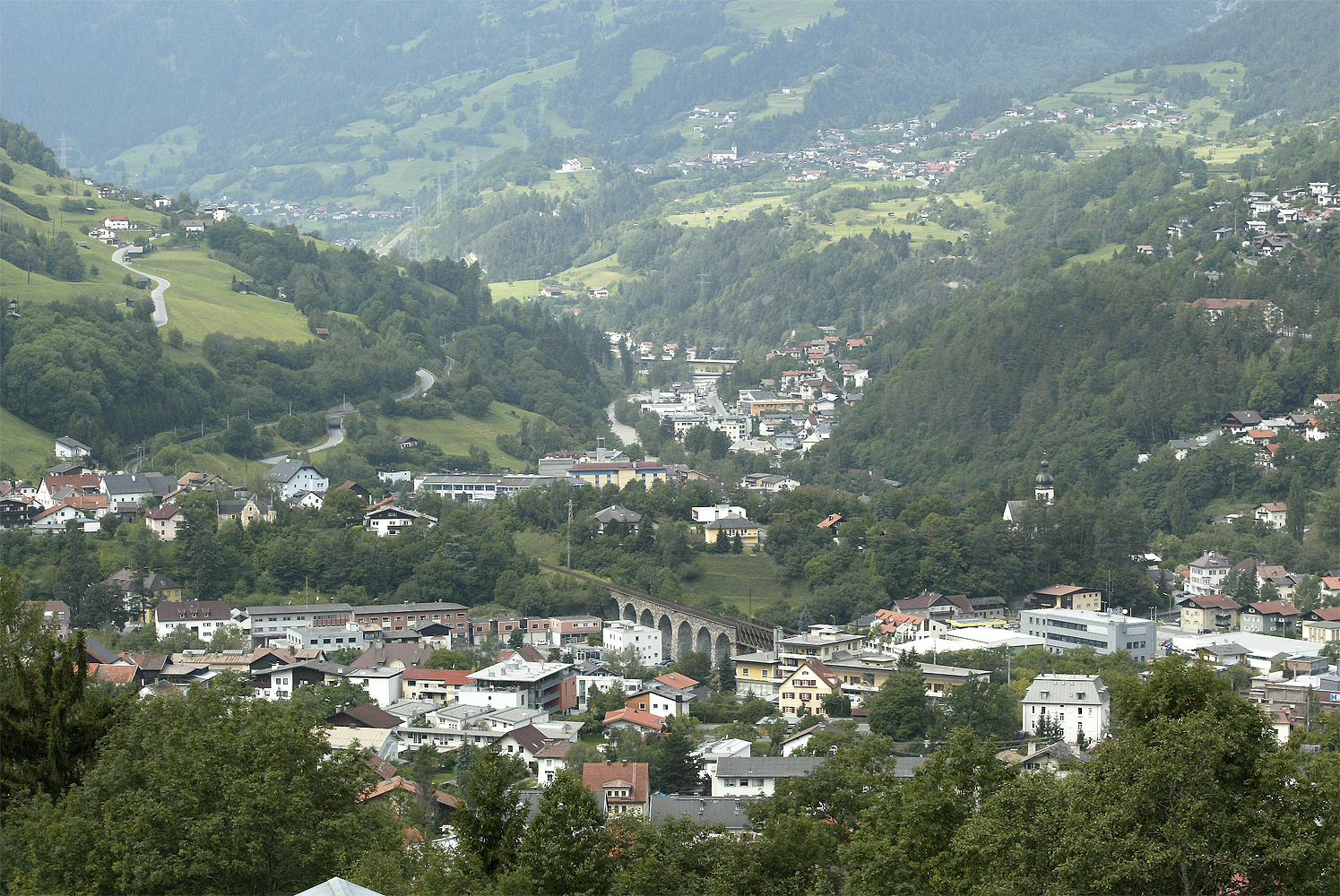
Ландек із Заходу
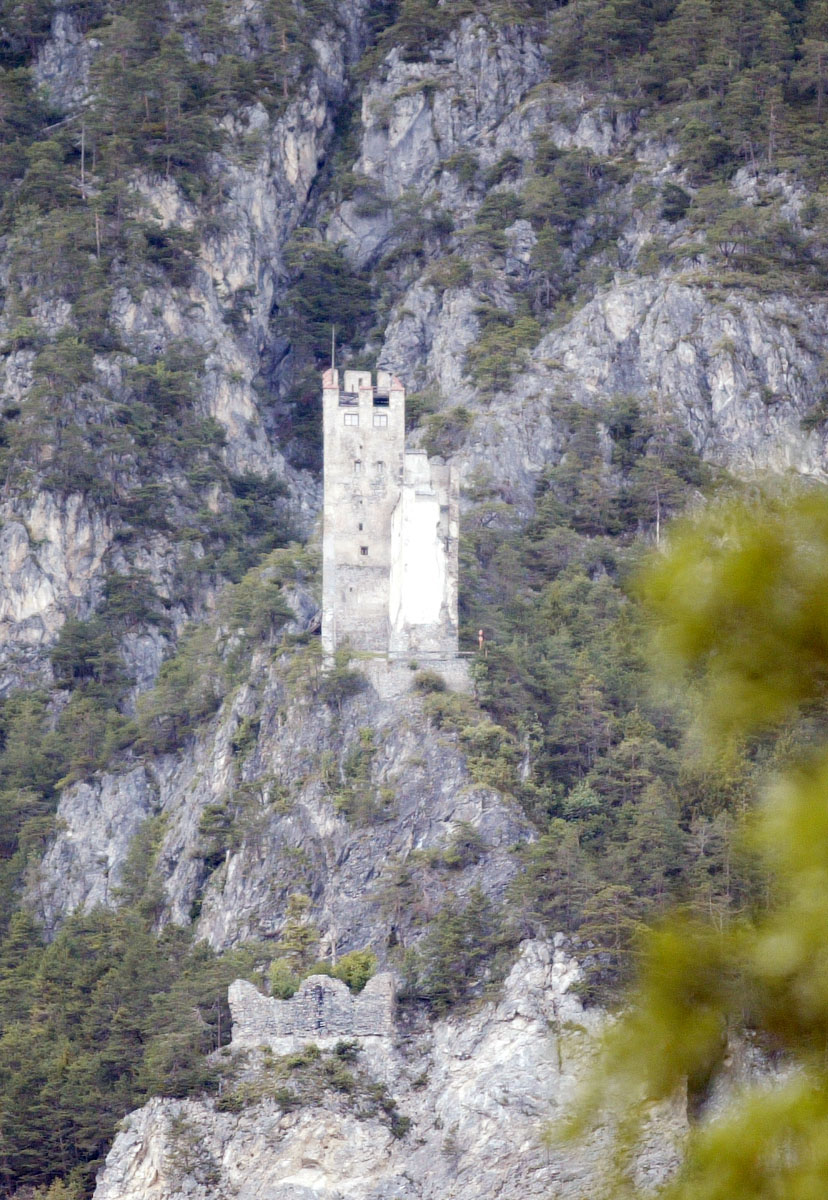
Руїни замку Шрофенштайн
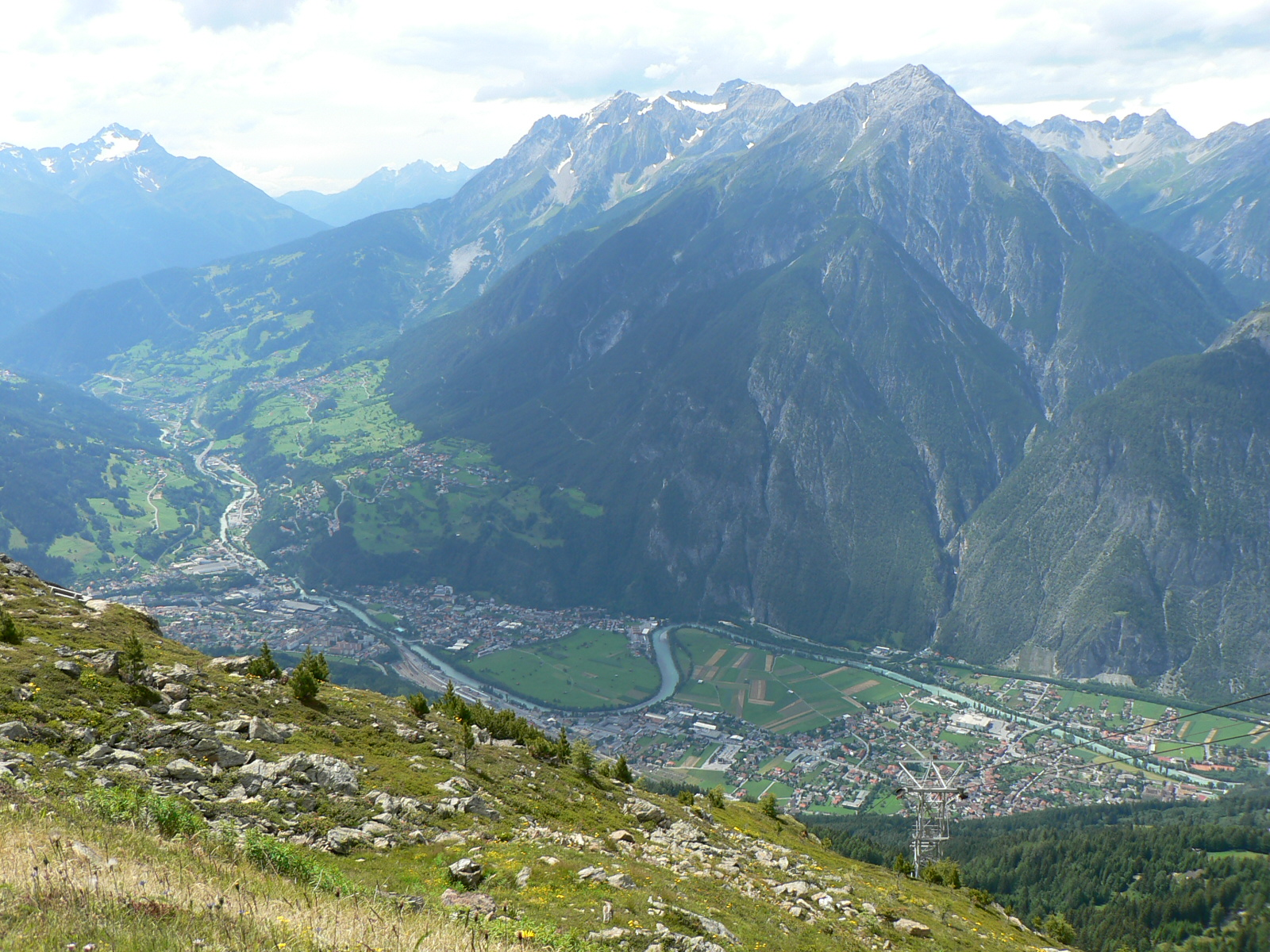
Ландек із гори Краберг
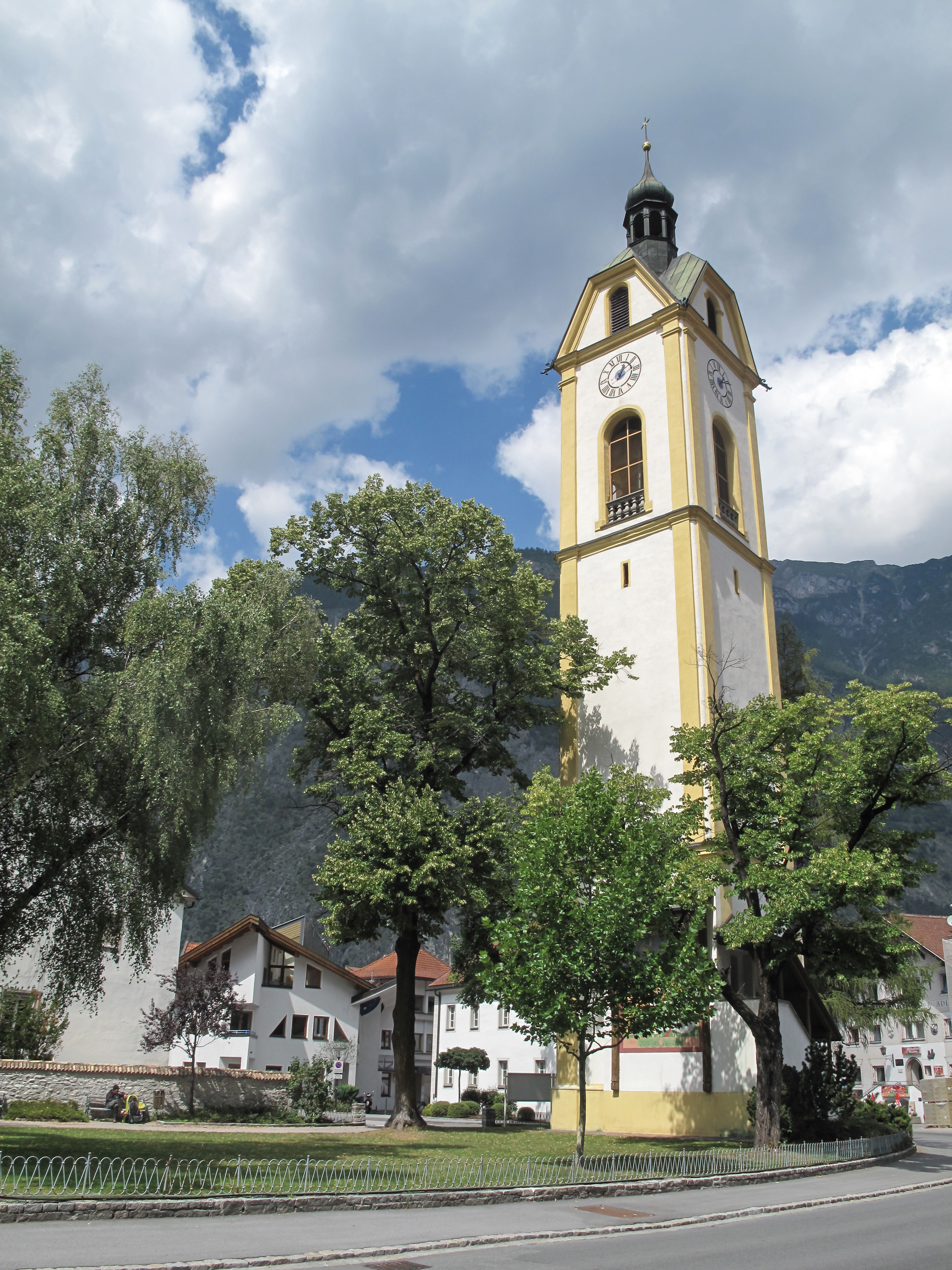
Церква в східному кінці

## Виноски
1. ↑  Dauersiedlungsraum der Gemeinden Politischen Bezirke und Bundesländer - Gebietsstand 1.1.2018 — Статистичне управління Австрії.
2. ↑  Einwohnerzahl 1.1.2018 nach Gemeinden mit Status, Gebietsstand 1.1.2018 — Статистичне управління Австрії.
3. ↑  www.landeck.tirol.gv.at. Архів оригіналу за 7 травня 2021. Процитовано 7 квітня 2022.
4. ↑  Gemeindedaten von Landeck (Tirol). Архів оригіналу за 3 вересня 2019. Процитовано 1 жовтня 2013.

| Австрія | Це незавершена стаття з географії Австрії. Ви можете допомогти проєкту, виправивши або дописавши її. |